# Заболотье (Людиновский район)
Заболотье — деревня в Людиновском районе Калужской области России.
Административный центр Сельского поселения «Деревня Заболотье». Население — 345 чел.

## История
Из изданной Императорского общества истории и древностей российских в 1902 году «Сотницы (1537—1597) Грамоты и Записи (1561—1696)» за авторством Сергея Шумакова, за 1595 год упомянуты в числе прочих и Заболотье на колодезе.

Д. Заболотье на колодезъ, а въ ней крестьянъ: во. дв. Якушка Степановъ, Иванко Сухановъ, во дв. Офръмко кузнец, во. дв. Устинко Лукьяновъ, во. дв. Федяйко Огъевъ кузнец… (перечисляются дворы крестьян). Пашни паханые середние земли 50 ч. въ полъ, а въ дву потому жъ; съна 20 к.; лъсу бортного и черного въ длину на 3 в., а поперегъ на 2 в. до Людиновского рубежа по могилки.— Выпись с писцовых книг Т. Г. Вельяминова и А. И. Колтовскаго с товарищами на вотчины «Свинскаго» монастыря в городе Брянске и Брянском уезде от 7 апреля 1595 года
Из выписки ясно, что в XVI веке в деревне Заболотье местное население занималось земледелием и бортничеством а также заготовкой древесины и сена. Скорее всего имелось подсобное животноводство. А также в деревне были две кузницы.
В «Списке населенных мест Калужской губернии» за 1859 год упоминается как казённая деревня Жиздринского уезда, в которой насчитывалось 86 дворов и проживало 631 человек.